# Fanerdun Group AB
Fanerdun Group AB, kinesisk koncern baserad i Yiwu, Zhejiang-provinsen. Företaget leds av Luo Jinxing (骆金星) och är mest känt i Sverige för sitt projekt i Kalmar, China Europe Business & Exhibition Center. 
Detta projekt sades bli ett enormt uppsving för Kinas affärer i Sverige, en stor utställninghall skulle byggas, även hotell och bostäder. Ett nedlagt chokladlager inköptes, arbetare och material ankom från Kina. 
Efter en tid visade sig allt fler svårigheter och konflikter. Bland annat dåliga arbetsförhållanden, bostadsförhållanden, innehållna löner till de anställda. Fanerdun betalade inte heller sina skulder till lokala företag eller Kalmar kommun. 
Det hela slutade med att Fanerdun begärdes 2009 i konkurs sedan man dragit på sig obetalda mångmiljonskulder.